# 1. Bundesliga 2020-2021 (maschile)
La 1. Bundesliga 2020-2021, 30ª edizione della massima serie del campionato tedesco di pallavolo maschile, si è svolta dal 17 ottobre 2020 al 15 aprile 2021: al torneo hanno partecipato undici squadre di club tedesche e la vittoria finale è andata per l'undicesima volta, la quinta consecutiva, allo Charlottenburg.

## Regolamento

### Formula
La formula ha previsto:
- Regular season, disputata con girone all'italiana, con gare di andata e ritorno, per un totale di ventidue giornate: le prime otto classificate hanno acceduto ai play-off scudetto, nessuna è retrocessa in 2. Bundesliga.
- Play-off scudetto, disputati con:
  - Quarti di finale e semifinali: giocate al meglio di due vittorie su tre gare.
  - Finale: giocata al meglio di tre vittorie su cinque gare.

### Criteri di classifica
Se il risultato finale è stato di 3-0 o 3-1 sono stati assegnati 3 punti alla squadra vincente e 0 a quella sconfitta, se il risultato finale è stato di 3-2 sono stati assegnati 2 punti alla squadra vincente e 1 a quella sconfitta.
L'ordine del posizionamento in classifica è stato definito in base a:
- Punti;
- Numero di partite vinte;
- Ratio dei set vinti/persi;
- Ratio dei punti realizzati/subiti.

## Squadre partecipanti
| Club            | Stagione | Città                  | Impianto                    | Stagione precedente               |
| --------------- | -------- | ---------------------- | --------------------------- | --------------------------------- |
| Bühl            | dettagli | Bühl                   | Großsporthalle              | 11ª in 1. Bundesliga              |
| Charlottenburg  | dettagli | Berlino                | Max-Schmeling-Halle         | 1ª in 1. Bundesliga               |
| Dürener         | dettagli | Düren                  | Arena Kreis Düren           | 6ª in 1. Bundesliga               |
| Friedrichshafen | dettagli | Friedrichshafen        | ZF-Arena Friedrichshafen    | 3ª in 1. Bundesliga               |
| Giesen          | dettagli | Giesen                 | Volksbank-Arena             | 10ª in 1. Bundesliga              |
| Herrsching      | dettagli | Herrsching am Ammersee | Nikolaushalle               | 5ª in 1. Bundesliga               |
| Lüneburg        | dettagli | Luneburgo              | Gellersenhalle              | 8ª in 1. Bundesliga               |
| Netzhoppers     | dettagli | Königs Wusterhausen    | Landkost-Arena              | 7ª in 1. Bundesliga               |
| Olympia Berlino | dettagli | Berlino                | Sportforum Hohenschönhausen | 7ª in 2. Bundesliga (girone nord) |
| Rüsselsheim     | dettagli | Rüsselsheim am Main    | Fraport Arena               | 2ª in 1. Bundesliga               |
| Unterhaching    | dettagli | Unterhaching           | Bayernwerk Sportarena       | 4ª in 1. Bundesliga               |

## Torneo

### Regular season

#### Risultati
| Partite |                                   |     |                                   |
|         |                                   |     |                                   |
| 17-10   | Netzhoppers - Friedrichshafen     | 0-3 | 20-25, 23-25, 21-25               |
| 17-10   | Charlottenburg - Dürener          | 3-0 | 25-22, 25-16, 25-23               |
| 17-10   | Giesen - Herrsching               | 1-3 | 21-25, 18-25, 25-17, 21-25        |
| 17-10   | Rüsselsheim - Lüneburg            | 1-3 | 14-25, 26-24, 20-25, 23-25        |
| 24-10   | Netzhoppers - Rüsselsheim         | 3-0 | 25-19, 27-25, 25-19               |
| 24-10   | Lüneburg - Bühl                   | 1-3 | 25-16, 20-25, 25-27, 27-29        |
| 24-10   | Dürener - Giesen                  | 3-0 | 25-18, 25-18, 25-18               |
| 25-10   | Unterhaching - Charlottenburg     | 0-3 | 12-25, 12-25, 13-25               |
| 31-10   | Giesen - Unterhaching             | 3-0 | 25-14, 25-19, 25-21               |
| 31-10   | Lüneburg - Netzhoppers            | 2-3 | 23-25, 18-25, 25-18, 26-24, 14-16 |
| 31-10   | Rüsselsheim - Herrsching          | 3-2 | 25-20, 21-25, 23-25, 25-22, 15-12 |
| 31-10   | Dürener - Friedrichshafen         | 3-0 | 25-20, 25-20, 25-20               |
| 31-10   | Bühl - Charlottenburg             | 3-1 | 25-22, 25-18, 26-28, 25-22        |
| 04-11   | Bühl - Unterhaching               | 3-0 | 25-22, 25-19, 25-20               |
| 04-11   | Charlottenburg - Olympia Berlino  | 3-0 | 25-15, 25-20, 25-18               |
| 07-11   | Herrsching - Friedrichshafen      | 1-3 | 25-19, 23-25, 16-25, 20-25        |
| 07-11   | Lüneburg - Olympia Berlino        | 3-0 | 25-17, 25-20, 25-19               |
| 08-11   | Rüsselsheim - Unterhaching        | 3-0 | 25-16, 25-18, 25-14               |
| 13-11   | Olympia Berlino - Giesen          | 0-3 | 13-25, 15-25, 17-25               |
| 14-11   | Netzhoppers - Bühl                | 1-3 | 23-25, 25-22, 21-25, 23-25        |
| 14-11   | Charlottenburg - Giesen           | 3-0 | 25-15, 25-21, 25-21               |
| 14-11   | Herrsching - Lüneburg             | 3-0 | 25-17, 25-17, 33-31               |
| 15-11   | Unterhaching - Friedrichshafen    | 1-3 | 20-25, 25-20, 18-25, 13-25        |
| 15-11   | Netzhoppers - Olympia Berlino     | 3-0 | 25-22, 25-13, 25-21               |
| 15-11   | Dürener - Rüsselsheim             | 3-1 | 25-14, 18-25, 25-16, 25-21        |
| 18-11   | Netzhoppers - Herrsching          | 2-3 | 25-15, 22-25, 25-22, 17-25, 11-15 |
| 19-11   | Olympia Berlino - Herrsching      | 1-3 | 25-22, 19-25, 23-25, 18-25        |
| 21-11   | Friedrichshafen - Charlottenburg  | 3-0 | 26-24, 25-20, 25-22               |
| 21-11   | Lüneburg - Dürener                | 1-3 | 20-25, 23-25, 25-22, 23-25        |
| 21-11   | Bühl - Giesen                     | 2-3 | 28-26, 25-17, 19-25, 21-25, 10-15 |
| 28-11   | Charlottenburg - Rüsselsheim      | 3-0 | 25-18, 25-18, 25-17               |
| 28-11   | Giesen - Friedrichshafen          | 0-3 | 28-30, 19-25, 21-25               |
| 28-11   | Herrsching - Bühl                 | 3-1 | 23-25, 26-24, 29-27, 25-21        |
| 29-11   | Unterhaching - Lüneburg           | 1-3 | 10-25, 24-26, 25-23, 19-25        |
| 29-11   | Olympia Berlino - Rüsselsheim     | 0-3 | 20-25, 21-25, 18-25               |
| 29-11   | Dürener - Netzhoppers             | 3-2 | 16-25, 25-16, 19-25, 25-22, 15-13 |
| 05-12   | Olympia Berlino - Unterhaching    | 2-3 | 25-21, 25-18, 20-25, 34-36, 5-15  |
| 05-12   | Herrsching - Dürener              | 1-3 | 22-25, 25-19, 23-25, 21-25        |
| 05-12   | Lüneburg - Charlottenburg         | 0-3 | 17-25, 21-25, 19-25               |
| 06-12   | Netzhoppers - Unterhaching        | 3-0 | 25-17, 25-20, 25-16               |
| 12-12   | Bühl - Dürener                    | 0-3 | 21-25, 21-25, 23-25               |
| 12-12   | Friedrichshafen - Rüsselsheim     | 3-0 | 25-19, 25-20, 25-21               |
| 12-12   | Giesen - Lüneburg                 | 3-2 | 25-19, 21-25, 23-25, 25-22, 15-6  |
| 13-12   | Unterhaching - Herrsching         | 0-3 | 16-25, 15-25, 22-25               |
| 13-12   | Bühl - Olympia Berlino            | 3-1 | 25-19, 25-20, 22-25, 25-14        |
| 14-12   | Friedrichshafen - Olympia Berlino | 3-0 | 25-20, 25-19, 25-16               |
| 16-12   | Friedrichshafen - Bühl            | 3-0 | 25-23, 25-21, 25-22               |
| 16-12   | Charlottenburg - Netzhoppers      | 3-1 | 25-17, 25-20, 22-25, 25-18        |
| 19-12   | Dürener - Olympia Berlino         | 3-1 | 25-21, 22-25, 25-22, 25-12        |
| 20-12   | Herrsching - Charlottenburg       | 0-3 | 23-25, 25-27, 22-25               |
| 20-12   | Rüsselsheim - Bühl                | 3-1 | 25-27, 25-23, 25-19, 25-23        |
| 20-12   | Dürener - Unterhaching            | 3-0 | 25-15, 25-10, 25-21               |
| 22-12   | Friedrichshafen - Netzhoppers     | 3-0 | 25-20, 25-13, 25-20               |
| 23-12   | Unterhaching - Bühl               | 1-3 | 23-25, 26-24, 19-25, 17-25        |
| 27-12   | Dürener - Charlottenburg          | 2-3 | 20-25, 20-25, 27-25, 31-29, 10-15 |

| Partite |                                   |     |                                   |
|         |                                   |     |                                   |
| 09-01   | Giesen - Dürener                  | 3-2 | 25-20, 22-25, 25-20, 19-25, 15-10 |
| 09-01   | Rüsselsheim - Netzhoppers         | 2-3 | 22-25, 25-23, 25-27, 26-24, 14-16 |
| 10-01   | Rüsselsheim - Olympia Berlino     | 3-0 | 25-23, 25-20, 25-12               |
| 13-01   | Friedrichshafen - Herrsching      | 3-1 | 25-19, 22-25, 25-18, 25-22        |
| 13-01   | Charlottenburg - Unterhaching     | 3-0 | 25-21, 25-8, 25-17                |
| 16-01   | Olympia Berlino - Charlottenburg  | 0-3 | 20-25, 12-25, 16-25               |
| 16-01   | Netzhoppers - Lüneburg            | 0-3 | 22-25, 23-25, 22-25               |
| 16-01   | Herrsching - Rüsselsheim          | 0-3 | 26-28, 22-25, 23-25               |
| 16-01   | Friedrichshafen - Dürener         | 3-0 | 25-23, 25-19, 25-19               |
| 17-01   | Unterhaching - Giesen             | 1-3 | 18-25, 25-19, 14-25, 23-25        |
| 17-01   | Olympia Berlino - Lüneburg        | 0-3 | 21-25, 14-25, 21-25               |
| 21-01   | Bühl - Friedrichshafen            | 0-3 | 23-25, 23-25, 20-25               |
| 23-01   | Lüneburg - Herrsching             | 3-2 | 32-30, 25-15, 22-25, 16-25, 15-12 |
| 23-01   | Giesen - Charlottenburg           | 2-3 | 19-25, 26-24, 17-25, 25-21, 22-24 |
| 23-01   | Rüsselsheim - Dürener             | 0-3 | 20-25, 25-27, 24-26               |
| 23-01   | Friedrichshafen - Unterhaching    | 3-0 | 25-23, 25-17, 28-26               |
| 23-01   | Bühl - Netzhoppers                | 1-3 | 25-19, 17-25, 21-25, 22-25        |
| 24-01   | Giesen - Olympia Berlino          | 3-0 | 25-17, 25-19, 25-13               |
| 27-01   | Charlottenburg - Friedrichshafen  | 1-3 | 22-25, 27-29, 25-23, 22-25        |
| 28-01   | Rüsselsheim - Giesen              | 3-2 | 25-20, 30-32, 25-19, 22-25, 15-11 |
| 29-01   | Olympia Berlino - Friedrichshafen | 0-3 | 21-25, 17-25, 23-25               |
| 30-01   | Herrsching - Netzhoppers          | 3-0 | 25-23, 25-19, 25-18               |
| 30-01   | Olympia Berlino - Bühl            | 0-3 | 22-25, 22-25, 29-31               |
| 30-01   | Dürener - Lüneburg                | 3-0 | 25-18, 25-19, 25-21               |
| 31-01   | Charlottenburg - Bühl             | 3-0 | 25-22, 25-19, 25-20               |
| 31-01   | Unterhaching - Rüsselsheim        | 0-3 | 21-25, 23-25, 23-25               |
| 03-02   | Netzhoppers - Giesen              | 3-2 | 20-25, 23-25, 25-23, 25-23, 16-14 |
| 06-02   | Netzhoppers - Dürener             | 0-3 | 13-25, 21-25, 17-25               |
| 06-02   | Lüneburg - Unterhaching           | 3-0 | 25-16, 25-21, 25-19               |
| 06-02   | Rüsselsheim - Charlottenburg      | 3-2 | 21-25, 20-25, 25-23, 25-23, 15-10 |
| 06-02   | Bühl - Herrsching                 | 0-3 | 14-25, 24-26, 21-25               |
| 07-02   | Olympia Berlino - Dürener         | 0-3 | 19-25, 17-25, 18-25               |
| 10-02   | Lüneburg - Rüsselsheim            | 3-0 | 25-21, 25-20, 27-25               |
| 13-02   | Unterhaching - Netzhoppers        | 1-3 | 22-25, 25-23, 19-25, 17-25        |
| 13-02   | Giesen - Rüsselsheim              | 2-3 | 25-23, 18-25, 18-25, 25-20, 20-22 |
| 13-02   | Herrsching - Olympia Berlino      | 3-1 | 25-17, 18-25, 25-16, 25-14        |
| 14-02   | Unterhaching - Olympia Berlino    | 1-3 | 26-24, 26-28, 23-25, 20-25        |
| 17-02   | Giesen - Bühl                     | 1-3 | 25-22, 20-25, 24-26, 23-25        |
| 17-02   | Olympia Berlino - Netzhoppers     | 0-3 | 20-25, 23-25, 20-25               |
| 17-02   | Charlottenburg - Lüneburg         | 3-2 | 23-25, 19-25, 25-20, 25-19, 16-14 |
| 20-02   | Dürener - Bühl                    | 3-0 | 25-18, 25-20, 25-22               |
| 20-02   | Netzhoppers - Charlottenburg      | 1-3 | 29-31, 22-25, 25-21, 11-25        |
| 20-02   | Lüneburg - Giesen                 | 3-2 | 16-25, 25-22, 25-18, 21-25, 15-12 |
| 20-02   | Herrsching - Unterhaching         | 3-0 | 25-20, 25-22, 25-22               |
| 24-02   | Dürener - Herrsching              | 3-0 | 25-21, 25-19, 27-25               |
| 25-02   | Bühl - Lüneburg                   | 0-3 | 19-25, 17-25, 19-25               |
| 25-02   | Friedrichshafen - Giesen          | 3-2 | 25-22, 26-28, 25-23, 23-25, 15-12 |
| 27-02   | Unterhaching - Dürener            | 0-3 | 32-34, 19-25, 18-25               |
| 27-02   | Lüneburg - Friedrichshafen        | 1-3 | 22-25, 24-26, 25-18, 17-25        |
| 27-02   | Herrsching - Giesen               | 3-0 | 27-25, 25-21, 30-28               |
| 03-03   | Rüsselsheim - Friedrichshafen     | 2-3 | 25-19, 23-25, 23-25, 25-19, 15-17 |
| 06-03   | Charlottenburg - Herrsching       | 3-2 | 25-23, 25-22, 23-25, 29-31, 15-11 |
| 06-03   | Giesen - Netzhoppers              | 1-3 | 25-23, 19-25, 25-27, 23-25        |
| 06-03   | Friedrichshafen - Lüneburg        | 3-2 | 25-21, 23-25, 25-23, 22-25, 15-9  |
| 06-03   | Bühl - Rüsselsheim                | 3-1 | 25-23, 25-20, 20-25, 25-20        |

#### Classifica
| Pos. | Squadra         | Pt | G  | V  | P  | SV | SP | Ratio | PF   | PS   | Ratio |
| ---- | --------------- | -- | -- | -- | -- | -- | -- | ----- | ---- | ---- | ----- |
| 1.   | Friedrichshafen | 54 | 20 | 19 | 1  | 57 | 14 | 4,071 | 1705 | 1513 | 1,127 |
| 2.   | Dürener         | 49 | 20 | 16 | 4  | 52 | 18 | 2,889 | 1650 | 1465 | 1,126 |
| 3.   | Charlottenburg  | 45 | 20 | 16 | 4  | 52 | 22 | 2,364 | 1772 | 1527 | 1,160 |
| 4.   | Herrsching      | 35 | 20 | 11 | 9  | 42 | 33 | 1,273 | 1741 | 1667 | 1,044 |
| 5.   | Lüneburg        | 32 | 20 | 10 | 10 | 41 | 36 | 1,139 | 1727 | 1682 | 1,027 |
| 6.   | Netzhoppers     | 29 | 20 | 10 | 10 | 37 | 39 | 0,949 | 1681 | 1696 | 0,991 |
| 7.   | Rüsselsheim     | 28 | 20 | 10 | 10 | 37 | 39 | 0,949 | 1706 | 1704 | 1,001 |
| 8.   | Bühl            | 28 | 20 | 9  | 11 | 32 | 40 | 0,800 | 1649 | 1687 | 0,977 |
| 9.   | Giesen          | 24 | 20 | 7  | 13 | 36 | 46 | 0,783 | 1808 | 1806 | 1,001 |
| 10.  | Olympia Berlino | 4  | 20 | 1  | 19 | 9  | 58 | 0,155 | 1309 | 1650 | 0,793 |
| 11.  | Unterhaching    | 2  | 20 | 1  | 19 | 9  | 59 | 0,153 | 1332 | 1683 | 0,791 |

      Qualificata ai play-off scudetto.

### Play-off scudetto

#### Tabellone
|  | Quarti di finale | Quarti di finale | Quarti di finale | Quarti di finale | Quarti di finale |  |  | Semifinali      | Semifinali      | Semifinali      | Semifinali     | Semifinali     |                |   | Finale          | Finale          | Finale          | Finale          | Finale | Finale | Finale |  |
|  |                  |                  |                  |                  |                  |  |  |                 |                 |                 |                |                |                |   |                 |                 |                 |                 |        |        |        |  |
|  | 1                | Friedrichshafen  | 2                | 3                | 3                |  |  |                 |                 |                 |                |                |                |   |                 |                 |                 |                 |        |        |        |  |
|  | 8                | Bühl             | 3                | 0                | 1                |  |  | Friedrichshafen | Friedrichshafen | Friedrichshafen | 3              | 3              |                |   |                 |                 |                 |                 |        |        |        |  |
|  | 4                | Herrsching       | Herrsching       | 2                | 2                |  |  | Lüneburg        | Lüneburg        | Lüneburg        | 2              | 2              |                |   |                 |                 |                 |                 |        |        |        |  |
|  | 5                | Lüneburg         | Lüneburg         | 3                | 3                |  |  |                 |                 |                 |                |                |                |   | Friedrichshafen | Friedrichshafen | Friedrichshafen | Friedrichshafen | 2      | 0      | 0      |  |
|  | 2                | Dürener          | Dürener          | 3                | 3                |  |  |                 |                 | Charlottenburg  | Charlottenburg | Charlottenburg | Charlottenburg | 3 | 3               | 3               |                 |                 |        |        |        |  |
|  | 7                | Rüsselsheim      | Rüsselsheim      | 1                | 0                |  |  | Dürener         | Dürener         | 3               | 1              | 1              |                |   |                 |                 |                 |                 |        |        |        |  |
|  | 3                | Charlottenburg   | Charlottenburg   | 3                | 3                |  |  | Charlottenburg  | Charlottenburg  | 1               | 3              | 3              |                |   |                 |                 |                 |                 |        |        |        |  |
|  | 6                | Netzhoppers      | Netzhoppers      | 0                | 0                |  |  |                 |                 |                 |                |                |                |   |                 |                 |                 |                 |        |        |        |  |

#### Risultati

##### Quarti di finale
| Gara 1 |                              |     |                                   |
|        |                              |     |                                   |
| 10-03  | Bühl - Friedrichshafen       | 3-2 | 17-25, 25-21, 25-21, 20-25, 15-13 |
| 10-03  | Rüsselsheim - Dürener        | 1-3 | 20-25, 28-26, 19-25, 16-25        |
| 10-03  | Netzhoppers - Charlottenburg | 0-3 | 16-25, 21-25, 20-25               |
| 10-03  | Lüneburg - Herrsching        | 3-2 | 25-21, 21-25, 25-21, 17-25, 16-14 |

| Gara 2 |                              |     |                                   |
|        |                              |     |                                   |
| 13-03  | Friedrichshafen - Bühl       | 3-0 | 25-17, 25-21, 25-18               |
| 14-03  | Dürener - Rüsselsheim        | 3-0 | 25-19, 30-28, 25-19               |
| 16-03  | Charlottenburg - Netzhoppers | 3-0 | 25-22, 25-14, 25-21               |
| 13-03  | Herrsching - Lüneburg        | 2-3 | 21-25, 28-26, 22-25, 25-19, 13-15 |

| Gara 3 |                        |     |                            |
|        |                        |     |                            |
| 14-03  | Friedrichshafen - Bühl | 3-1 | 25-21, 23-25, 25-23, 25-22 |

##### Semifinali
| Gara 1 |                            |     |                                  |
|        |                            |     |                                  |
| 21-03  | Friedrichshafen - Lüneburg | 3-2 | 17-25, 23-25, 25-20, 25-19, 15-9 |
| 20-03  | Dürener - Charlottenburg   | 3-1 | 25-17, 25-18, 20-25, 25-21       |

| Gara 2 |                            |     |                                   |
|        |                            |     |                                   |
| 25-03  | Lüneburg - Friedrichshafen | 2-3 | 20-25, 26-24, 20-25, 25-18, 11-15 |
| 24-03  | Charlottenburg - Dürener   | 3-1 | 25-22, 25-20, 24-26, 29-27        |

| Gara 3 |                          |     |                            |
|        |                          |     |                            |
| 27-03  | Dürener - Charlottenburg | 1-3 | 25-27, 21-25, 25-22, 25-27 |

##### Finale
| Gara 1 |                                  |     |                                   |
|        |                                  |     |                                   |
| 08-04  | Friedrichshafen - Charlottenburg | 2-3 | 25-18, 25-20, 21-25, 19-25, 17-19 |

| Gara 2 |                                  |     |                     |
|        |                                  |     |                     |
| 11-04  | Charlottenburg - Friedrichshafen | 3-0 | 25-22, 25-17, 25-23 |

| Gara 3 |                                  |     |                     |
|        |                                  |     |                     |
| 15-04  | Friedrichshafen - Charlottenburg | 0-3 | 21-25, 18-25, 21-25 |

## Verdetti
| Squadra         | Qualificazione           |
| --------------- | ------------------------ |
| Charlottenburg  | Champions League 2021-22 |
| Friedrichshafen | Champions League 2021-22 |
| Dürener         | Coppa CEV 2021-22        |
| Lüneburg        | Coppa CEV 2021-22        |
| Rüsselsheim     | Coppa CEV 2021-22        |

## Statistiche
| Rendimento individuale | Rendimento individuale | Rendimento individuale | Rendimento individuale |
| Pos.                   | Nome                   | Punti                  | Squadra                |
| ---------------------- | ---------------------- | ---------------------- | ---------------------- |
| 1                      | Linus Weber            | 440                    | Friedrichshafen        |
| 2                      | Benjamin Patch         | 415                    | Charlottenburg         |
| 3                      | Sebastián Gevert       | 408                    | Dürener                |
| 4                      | Jordan Ewert           | 360                    | Lüneburg               |
| 5                      | Stijn van Tilburg      | 336                    | Giesen                 |
| 6                      | Hauke Wagner           | 310                    | Giesen                 |
| 7                      | Daniel Malescha        | 304                    | Rüsselsheim            |
| 8                      | Timothée Carle         | 295                    | Charlottenburg         |
| 9                      | Viktor Lindberg        | 277                    | Lüneburg               |
| 10                     | Tobias Brand           | 258                    | Dürener                |

| Attacchi vincenti | Attacchi vincenti | Attacchi vincenti | Attacchi vincenti |
| Pos.              | Nome              | Punti             | Squadra           |
| ----------------- | ----------------- | ----------------- | ----------------- |
| 1                 | Linus Weber       | 374               | Friedrichshafen   |
| 2                 | Benjamin Patch    | 351               | Charlottenburg    |
| 3                 | Sebastián Gevert  | 339               | Dürener           |
| 4                 | Jordan Ewert      | 310               | Lüneburg          |
| 5                 | Stijn van Tilburg | 292               | Giesen            |
| 6                 | Hauke Wagner      | 269               | Giesen            |
| 7                 | Daniel Malescha   | 267               | Rüsselsheim       |
| 8                 | Timothée Carle    | 245               | Charlottenburg    |
| 9                 | Tobias Brand      | 221               | Dürener           |
| 10                | Niklas Kronthaler | 214               | Bühl              |

| Muri vincenti | Muri vincenti    | Muri vincenti | Muri vincenti   |
| Pos.          | Nome             | Punti         | Squadra         |
| ------------- | ---------------- | ------------- | --------------- |
| 1             | Michel Schlien   | 64            | Lüneburg        |
| 2             | Florian Krage    | 55            | Lüneburg        |
| 3             | Tim Broshog      | 53            | Dürener         |
| 4             | Nehemiah Mote    | 44            | Friedrichshafen |
| 4             | Luuc van der Ent | 44            | Herrsching      |
| 6             | Éder Carbonera   | 42            | Charlottenburg  |
| 7             | Linus Weber      | 41            | Friedrichshafen |
| 8             | Facundo Imhoff   | 38            | Rüsselsheim     |
| 9             | Đorđe Ilić       | 39            | Herrsching      |
| 9             | Anton Brehme     | 39            | Charlottenburg  |

| Battute vincenti | Battute vincenti | Battute vincenti | Battute vincenti |
| Pos.             | Nome             | Punti            | Squadra          |
| ---------------- | ---------------- | ---------------- | ---------------- |
| 1                | Sebastián Gevert | 53               | Dürener          |
| 2                | Viktor Lindberg  | 46               | Lüneburg         |
| 3                | Benjamin Patch   | 37               | Charlottenburg   |
| 4                | Johannes Tille   | 32               | Herrsching       |
| 5                | Éder Carbonera   | 29               | Charlottenburg   |
| 5                | Nicolas Maréchal | 29               | Friedrichshafen  |
| 7                | Erik Röhrs       | 28               | Olympia Berlino  |
| 8                | Jalen Penrose    | 26               | Herrsching       |
| 9                | Linus Weber      | 25               | Friedrichshafen  |
| 10               | Timothée Carle   | 23               | Charlottenburg   |